# Celeron
Celeron este o familie de procesoare de tip desktop x86-x64 create de compania americană Intel. Numărul de nuclee din aceste procesoare diferă, însă pot fi maxim 2. Aceste tipuri de procesoare se încadrează în categoria low-end. Fiind introdus în aprilie 1998, primul CPU (Central Processing Unit sau „Unitatea Centrală de Procesare”) din familia Celeron a fost bazat pe nucleul Pentium II. 